# Liocranoides archeri
Liocranoides archeri is een spinnensoort in de taxonomische indeling van de Tengellidae.
Het dier behoort tot het geslacht Liocranoides. De wetenschappelijke naam van de soort werd voor het eerst geldig gepubliceerd in 1999 door Norman I. Platnick.